# Amerika (werelddelen)
Amerika is een landmassa die op het westelijk halfrond ten oosten van de Grote Oceaan en ten westen van de Atlantische Oceaan ligt. Amerika wordt meestal onderverdeeld in de continenten Noord- en Zuid-Amerika, maar er bestaan ook andere indelingen; Midden-Amerika wordt bijvoorbeeld ook wel beschouwd als een deel van Noord-Amerika, of van Latijns-Amerika. Het heeft een landoppervlak van 42.549.000 km² (28,4% van het totale landoppervlak van de aarde), waarmee Noord- en Zuid-Amerika als geheel na Azië het grootste continent is. Amerika heeft ongeveer een miljard inwoners (ongeveer 13,5% van de wereldbevolking).

## Geschiedenis

### Formatie

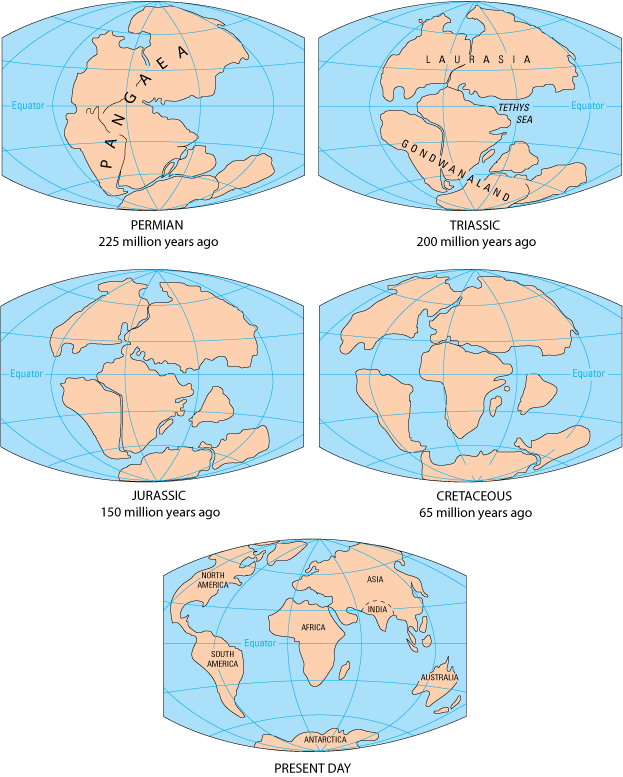
De locatie van de continenten 225, 200, 150 en 65 miljoen jaar geleden, en tegenwoordig.

Nadat Noord- en Zuid-Amerika vrij dicht aaneengesloten lagen in het supercontinent Pangea, viel dat 230 miljoen jaar geleden uiteen in de supercontinenten Laurazië en Gondwana. Noord-Amerika splitste zich ongeveer 200 miljoen jaar geleden af van Laurazië, terwijl Zuid-Amerika zich zo'n 135 miljoen jaar geleden afsplitste van Gondwana. De afgesplitste delen vormde twee nieuwe continenten, die ongeveer 3 miljoen jaar geleden via de landengte van Panama verbonden raakten. Dit maakte de uitwisseling van diersoorten mogelijk die zich onafhankelijk in Noord- en Zuid-Amerika hadden ontwikkeld, de Great American Biotic Interchange.
Amerika is waarschijnlijk bewoond door mensen sinds het Laatste Glaciale Maximum, ongeveer 20.000 jaar geleden. 

### Oorsprong van de naam
Na de 'ontdekking van Amerika' werd op 25 april 1507 voor het eerst de naam Amerika aan deze specifieke landmassa toegekend op een grote muurkaart die de Duitse cartograaf Martin Waldseemüller in Saint-Dié-des-Vosges maakte. 
Algemeen wordt aangenomen dat de naam Amerika is afgeleid van de voornaam van Amerigo Vespucci, een Italiaanse ontdekkingsreiziger die in de jaren 1490 de kusten van het Amerikaanse continent verkende en inzag dat het een nieuw continent was. 
Een alternatieve verklaring is opgevoerd door de Engelse wetenschapper Alfred Hudd. Deze beweerde in 1908 dat de naam Amerika is afgeleid van Richard Ameryk uit Wales, een koopman die de reizen van John Cabot naar Noord-Amerika financierde.

## Status als continent
De classificatie van Amerika als één enkel werelddeel, in plaats van meerdere continenten, staat ter discussie. Traditioneel worden in Engelstalige landen, evenals in Nederland, België en Suriname, Noord- en Zuid-Amerika beschouwd als twee continenten die gescheiden worden door de grens met Colombia en Panama. In veel andere landen wordt Amerika daarentegen als een enkel continent gezien. Van de vijf ringen van de Olympische vlag die de vijf delen van de wereld vertegenwoordigen, wordt Amerika door één enkele ring gesymboliseerd.

## Talen

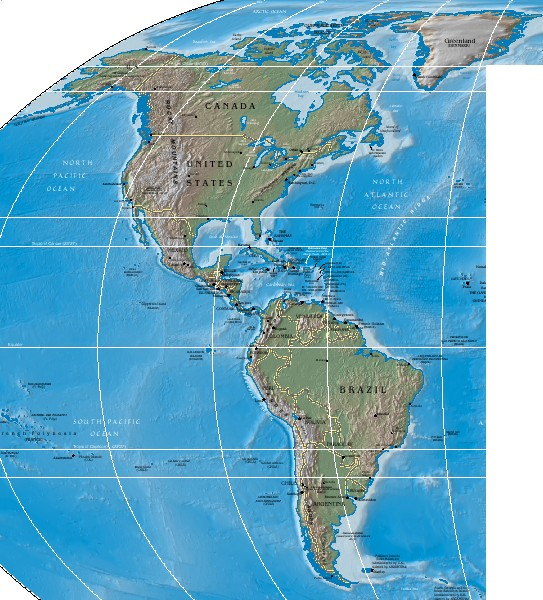
Amerika

De meest gesproken talen in Amerika zijn:
- Spaans, gesproken door ongeveer 350 miljoen mensen in vele landen, regio's en eilanden over het hele continent.
- Engels, gesproken door ongeveer 300 miljoen mensen in de Verenigde Staten (Amerikaans-Engels), Canada (Canadees-Engels), Guyana, Belize en eilanden in de Caraïbische Zee.
- Portugees, gesproken door ongeveer 210 miljoen mensen in Brazilië.
- Frans, gesproken door ongeveer 7 miljoen mensen in Quebec en 2 miljoen in de rest van Canada (Canadees-Frans), de Caraïben (vooral in Haïti) en in Frans-Guyana.
- Quechua, gesproken door ongeveer 10 miljoen mensen in Ecuador, Peru, Bolivia en het noorden van Chili en Argentinië.
- Guaraní, gesproken door ongeveer 6 miljoen mensen in Paraguay, en in bepaalde gebieden van Argentinië, Bolivia en Brazilië.
- Aymara, taal in de Andes, vooral in Bolivia, gesproken door ongeveer 2 miljoen mensen.
- Mapudungun (of Mapuche), gesproken door ongeveer 440.000 mensen in Chili en Argentinië.
- Nederlands, gesproken en/of officiële taal in Suriname, op Aruba, Curaçao en Sint Maarten en in Caribisch Nederland.
- K'iche' en andere Maya-talen, gesproken in Guatemala en het zuiden van Mexico.
- Haïtiaans Creools, creoolse taal, gesproken door ongeveer 7,8 miljoen mensen in Haïti.
- Nahuatl, taal in Centraal-Mexico met 1,5 miljoen sprekers.
- Papiaments, creoolse taal gesproken door ongeveer 250,000 mensen en officiële taal in Aruba, Curaçao en Bonaire

## Landen en gebieden

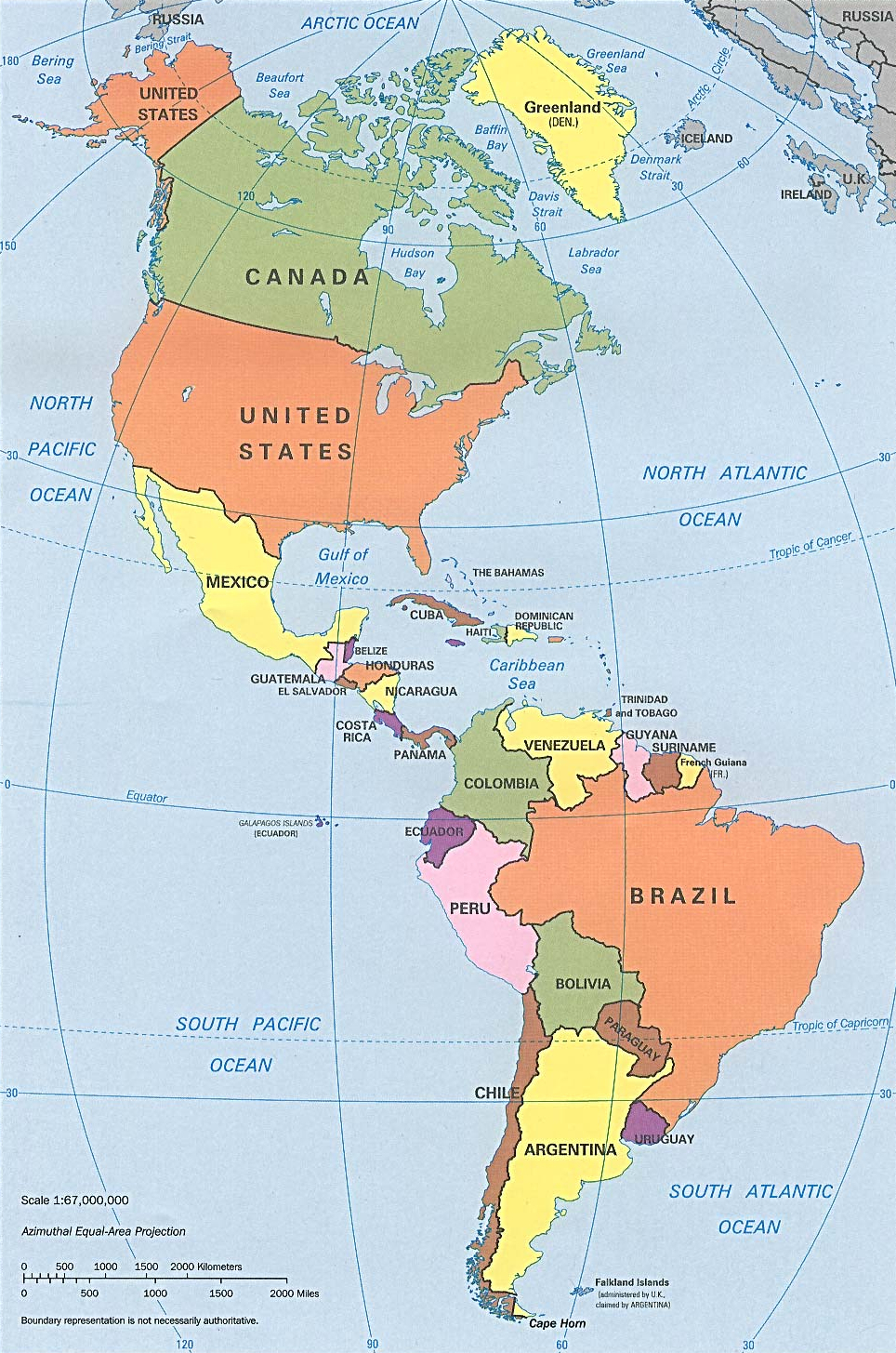
Landen van Amerika

### Soevereine staten
Er zijn 36 soevereine staten in Amerika, 23 in Noord-Amerika en 13 in Zuid-Amerika:
- Antigua en Barbuda
- Argentinië
- Bahama's
- Barbados
- Belize
- Bolivia
- Brazilië
- Canada
- Chili
- Colombia
- Costa Rica
- Cuba
- Dominica
- Dominicaanse Republiek
- Ecuador
- El Salvador
- Frankrijk
- Grenada
- Guatemala
- Guyana
- Haïti
- Honduras
- Jamaica
- Mexico
- Nicaragua
- Panama
- Paraguay
- Peru
- Saint Kitts en Nevis
- Saint Lucia
- Saint Vincent en de Grenadines
- Suriname
- Trinidad en Tobago
- Uruguay
- Venezuela
- Verenigde Staten

De meeste van deze staten zijn lid van de Organisatie van Amerikaanse Staten.

### Niet-onafhankelijke gebieden
- Amerikaanse Maagdeneilanden
- Anguilla
- Aruba
- Bermuda
- Britse Maagdeneilanden
- Curaçao
- Falklandeilanden
- Groenland
- Kaaimaneilanden
- Montserrat
- Sint Maarten
- Turks- en Caicoseilanden
- Zuid-Georgia en de Zuidelijke Sandwicheilanden

## Alternatieve namen
Zowel in het Engels als in het Nederlands worden met de termen Amerika en Amerikaan tegenwoordig vaak slechts de Verenigde Staten van Amerika en de inwoners van dat land bedoeld. Om verwarring te voorkomen wordt het hele continent dan ook dikwijls aangeduid als de Amerika's of het Amerikaanse continent.
Deze verwarring bestaat niet in alle talen. Zegt men in het Spaans América dan denkt men aan het hele continent, en in het bijzonder aan Zuid-Amerika. De Verenigde Staten heten in het Spaans nooit América maar Estados Unidos, en het bijvoeglijk naamwoord daarvan is niet americano maar estadounidense.
In Europa wordt het continent Amerika vaak ook de Nieuwe Wereld genoemd. Onder indiaanse activisten is sinds een aantal jaar de naam Abya Yala in zwang geraakt als alternatieve benaming voor het Amerikaanse continent. De term "westelijk halfrond" wordt ook wel als synoniem gebruikt voor het Amerikaanse continent, hoewel kleine delen van Afrika en Europa ook op het westelijk halfrond liggen.